# YG''MM
YG"MM (tiếng Thái: วายจีเอ็มเอ็ม) là một hãng thu âm Thái hoạt động liên doanh giữa GMM Grammy tại Thái Lan và YG Entertainment từ Hàn Quốc.
Công ty được thành lập với vốn điều lệ 200 triệu baht giữa các nhà điều hành GMM Grammy nắm giữ 51% cổ phần, còn lại YG Entertainment chiếm 49% cổ phần.
YG"MM là một công ty phát triển nghệ sĩ với mục tiêu đưa Thái Lan trở thành một trong những cơ sở phát triển nghệ sĩ toàn diện. Từ buổi thử giọng, đào tạo, sáng tạo, và quảng bá đến trở thành nghệ sĩ chuyên nghiệp toàn cầu, cũng như tổ chức buổi biểu diễn, sân khấu, và nhiều thể loại khác trong tương lai.
Vào ngày 27 tháng 9 năm 2021, YG"MM lần đầu tiên mở buổi thử giọng cho nghệ sĩ thần tượng. Vào năm 2022, công ty đã tiết lộ dự án lớn đầu tiên, YG"MM Boy Audition 2022.